# Unreal II: The Awakening
Unreal II: The Awakening är ett datorspel från 2003 för Xbox och PC.
Spelet utvecklades av Legend Entertainment och publicerades av Atari i februari 2003. Spelet var en efterföljare till Epic Games Unreal. Senare samma år släpptes även en version av spelet där flera spelare kan spela mot varandra, Unreal Tournament 2003.
I spelet tar spelaren rollen som den erfarne lagmannen John Dalton i hans kamp mot bisarra utomjordingar och hårda fiendesoldater. Uppdraget är att vinna en galaktisk kapplöpning där kraftfulla artefakter måste hittas för att förhindra att en uråldrig kraft väcks till liv. Man kommer att kämpa i unika världar med exotiska miljöer som går från realistiska utomhusmiljöer till utomjordiska städer och arkeologiska utgrävningar.